# 레푸블리카 광장 (로마)

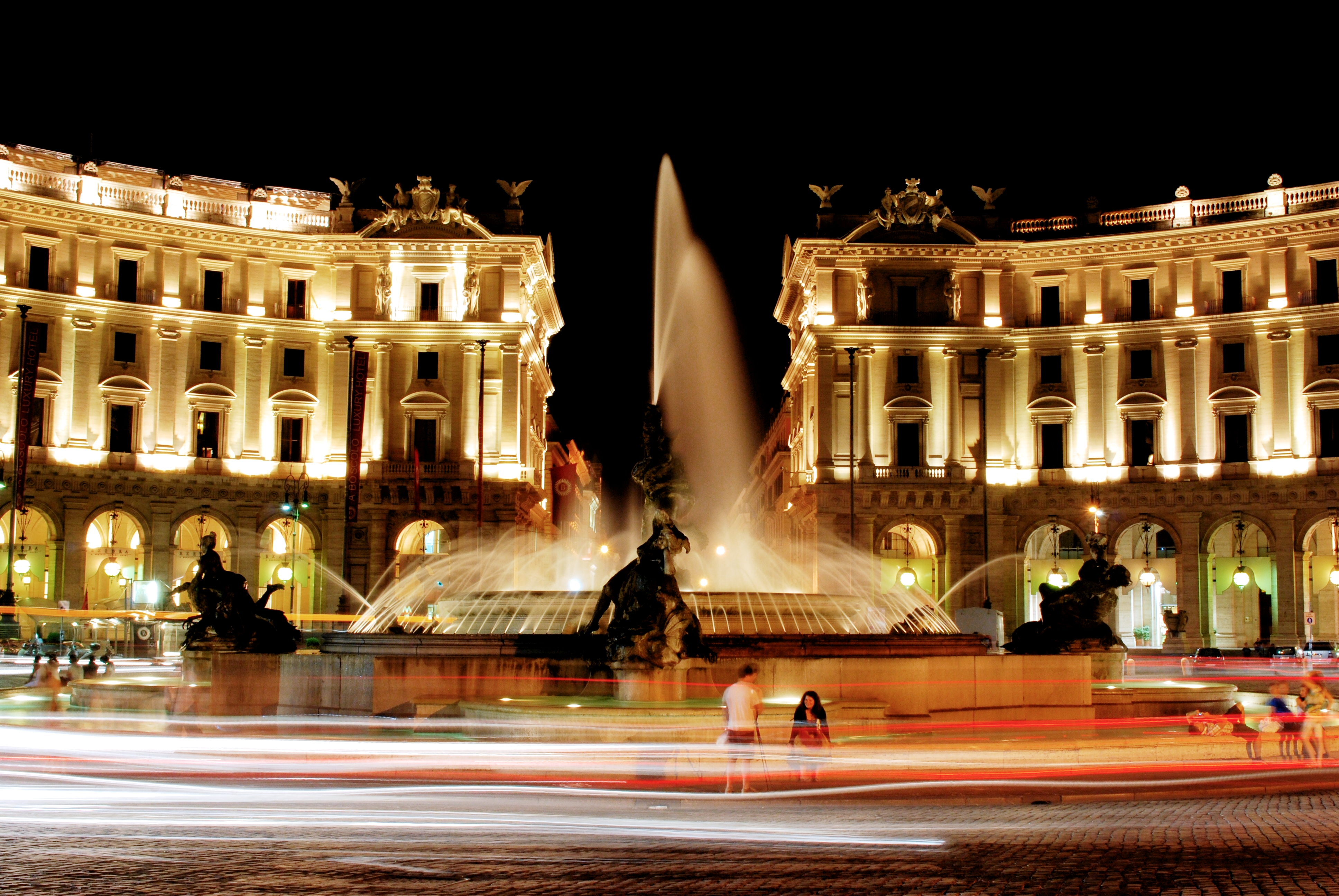
공화국 광장

레푸블리카 광장(이탈리아어: Piazza della Repubblica) 또는 공화국 광장은 이탈리아 로마에 있는 광장이다. 19세기에 이탈리아의 통일을 기념하기 위해 조성한 광장이다. 광장 남쪽에는 오페라 극장이 있다.
이 광장 가운데에는 물의 님프 4명을 조각한 나이아디 분수가 있다. 이 분수는 본래 공화국 광장 바깥에 있던 분수로, 1870년 교황 비오 9세가 낙성식을 하였으며 당시에는 님프 조각상이 없었다. 1885년에 공화국 광장과 비아 나치오날레 거리(공화국 광장과 베네치아 광장 사이에 있는 대로)를 공사하면서 분수가 공화국 광장으로 옮겨졌다. 옮겨진 분수에는 알레산드로 궤리에리(Alessandro Guerrieri)가 디자인한 네 개의 석고 사자상을 세웠는데, 이 사자상을 1901년에 마리오 루텔리(Mario Rutelli)가 지금 있는 님프 조각상으로 교체하였다.

## 같이 보기
- 레푸블리카 광장 (피렌체)